# Ryomgård
Ryomgård è un centro abitato danese compreso nel comune di Syddjurs e situato nella regione dello Jutland Centrale.

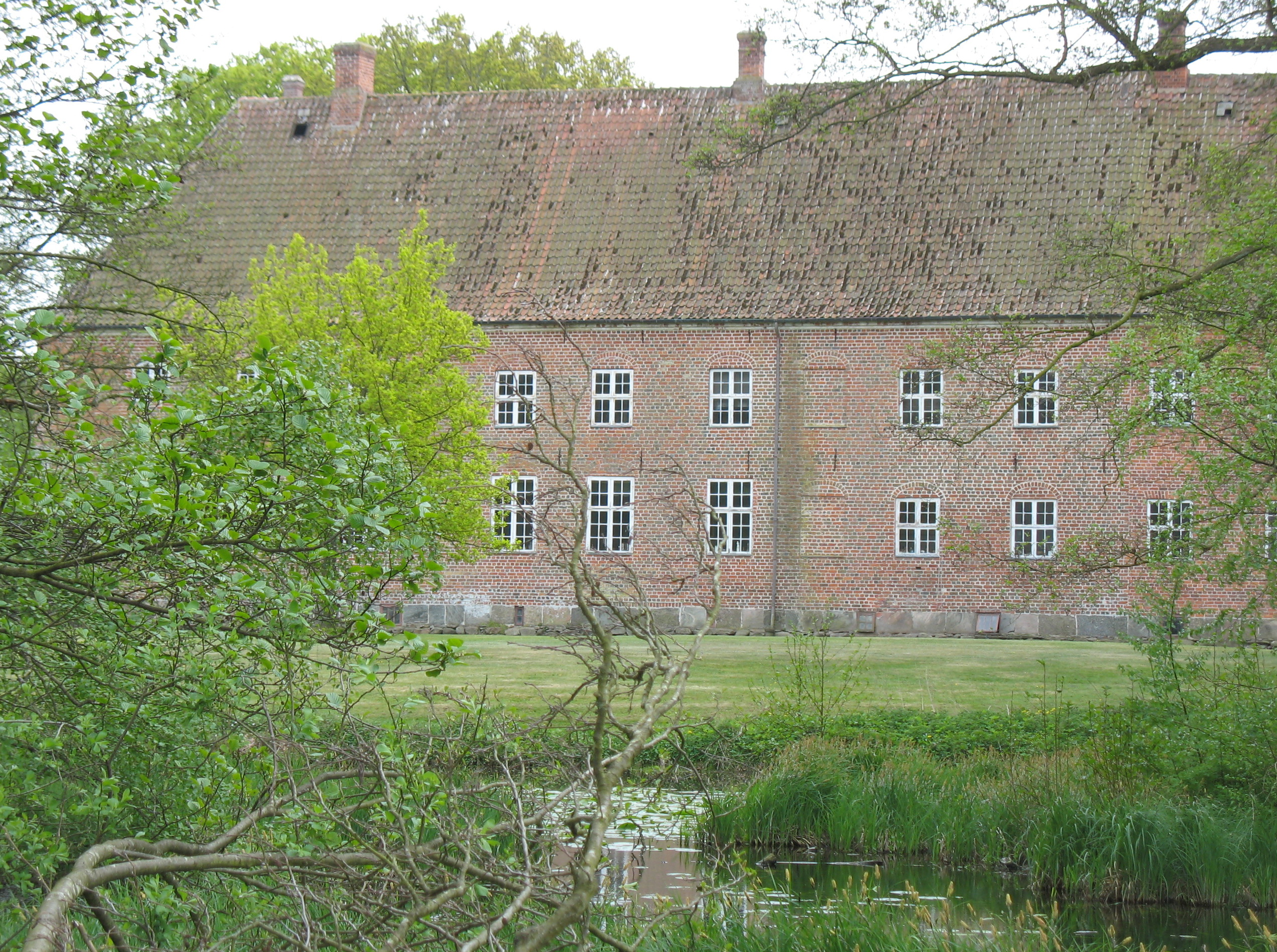
L'antico maniero di Ryomgård

Si trova nella parte settentrionale dell'area del comune di Syddjurs e conta 2 729 abitanti .